# 邵明 (1932年)
邵明（1932年10月—），男，山东威海人，中华人民共和国政治人物，曾任安徽省人民政府常务副省长，安徽省人大常委会副主任。